# مرکز شهر سنگاپور
شهر سنگاپور (به انگلیسی: Downtown Core) مرکز تاریخی و مرکز شهر دولت‌شهر سنگاپور و منطقه تجاری اصلی سنگاپور به‌استثنای زمین‌های احیاشده با تفرجگاه‌ها و استراحتگاه‌های یکپارچه بسیاری مانند مارینا بی سندز، که یکی از گران‌ترین ساختمان‌های جهان، با ساختمانی مجلل است، می‌باشد.

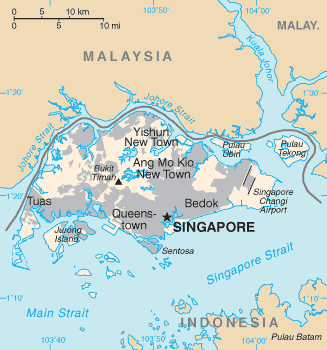

## نگارخانه

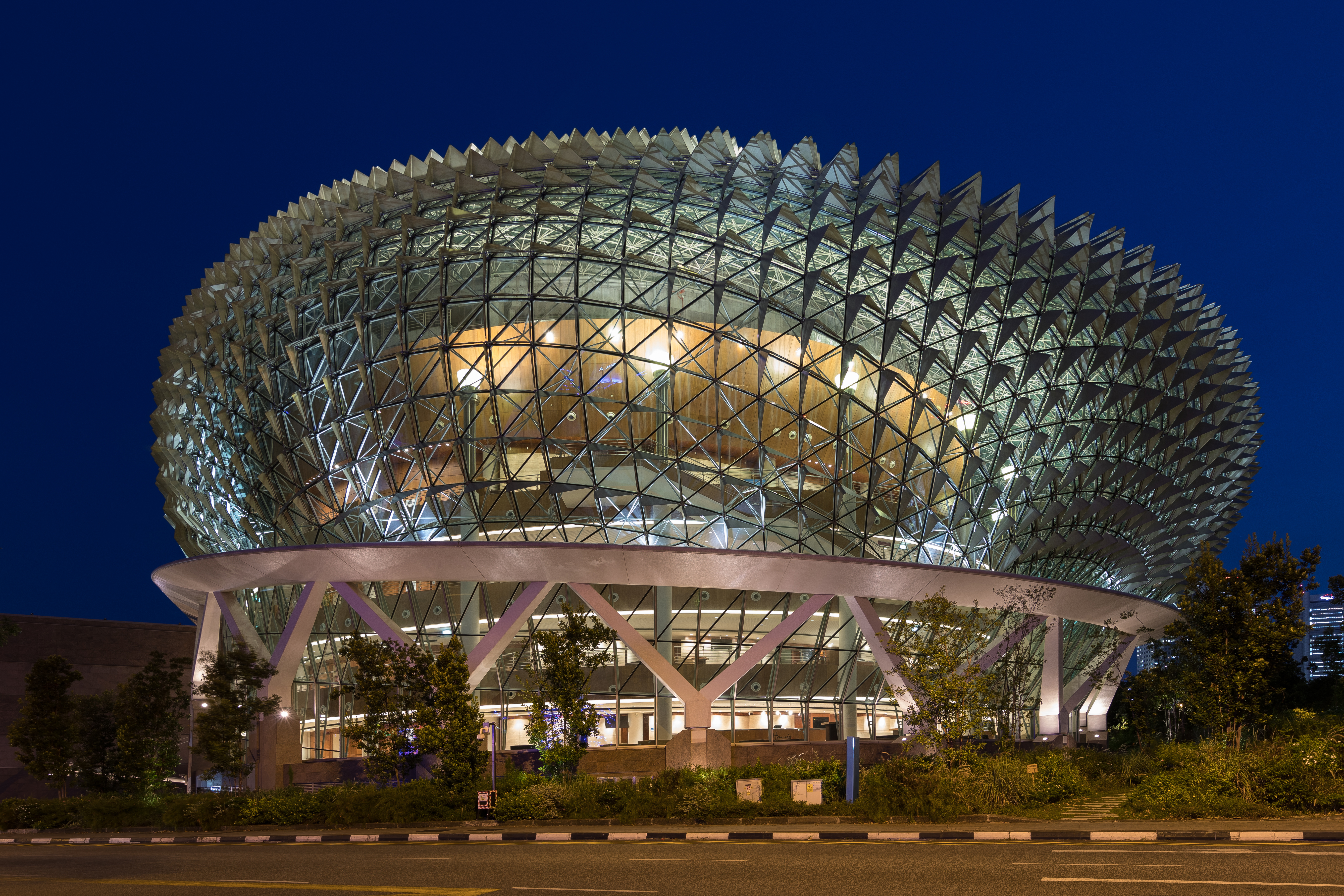
اسپلانده یک تالار چندمنظوره برای اجرای نمایش‌های باله، اپرا و کنسرت‌های موسیقی است.
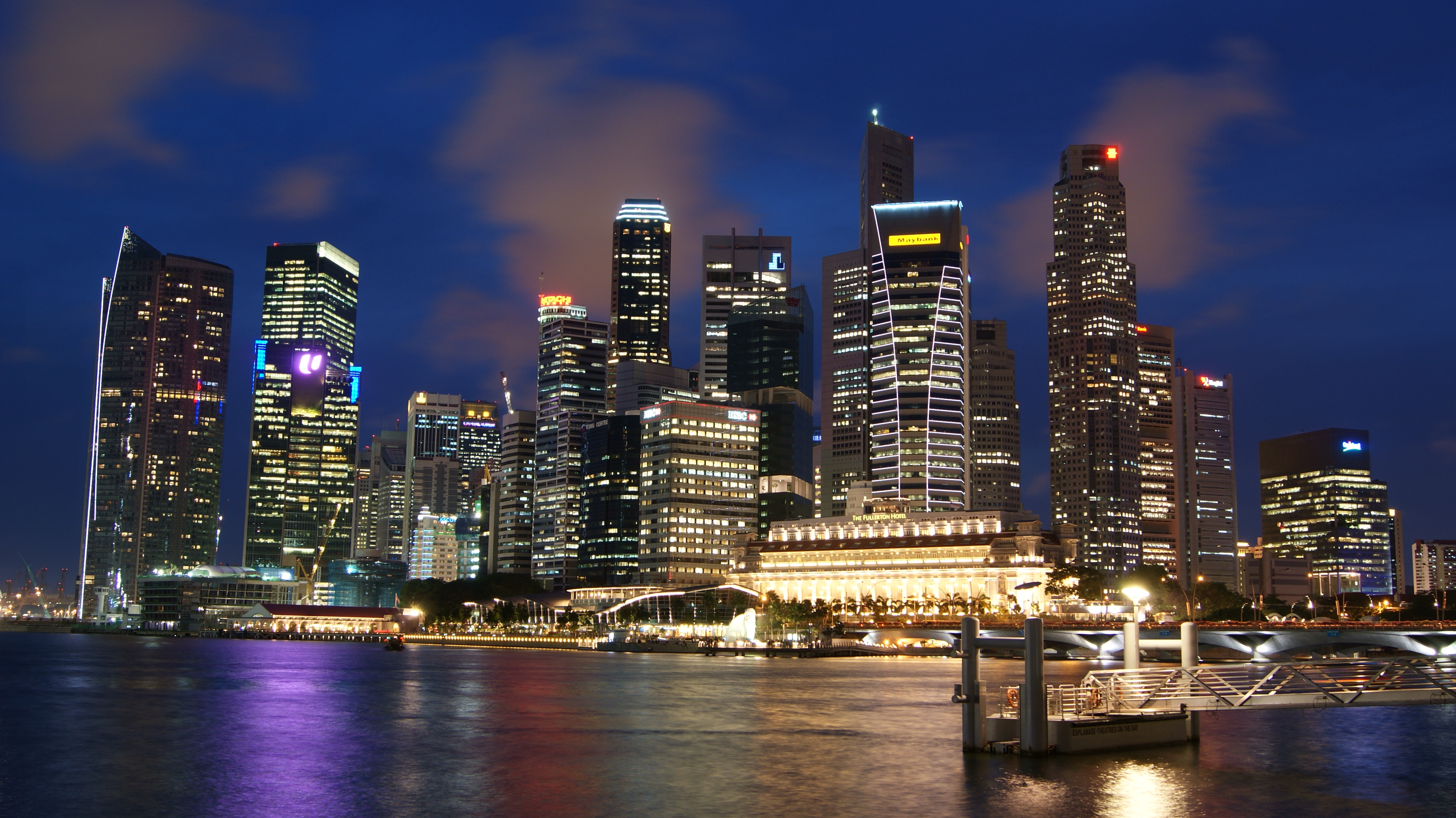
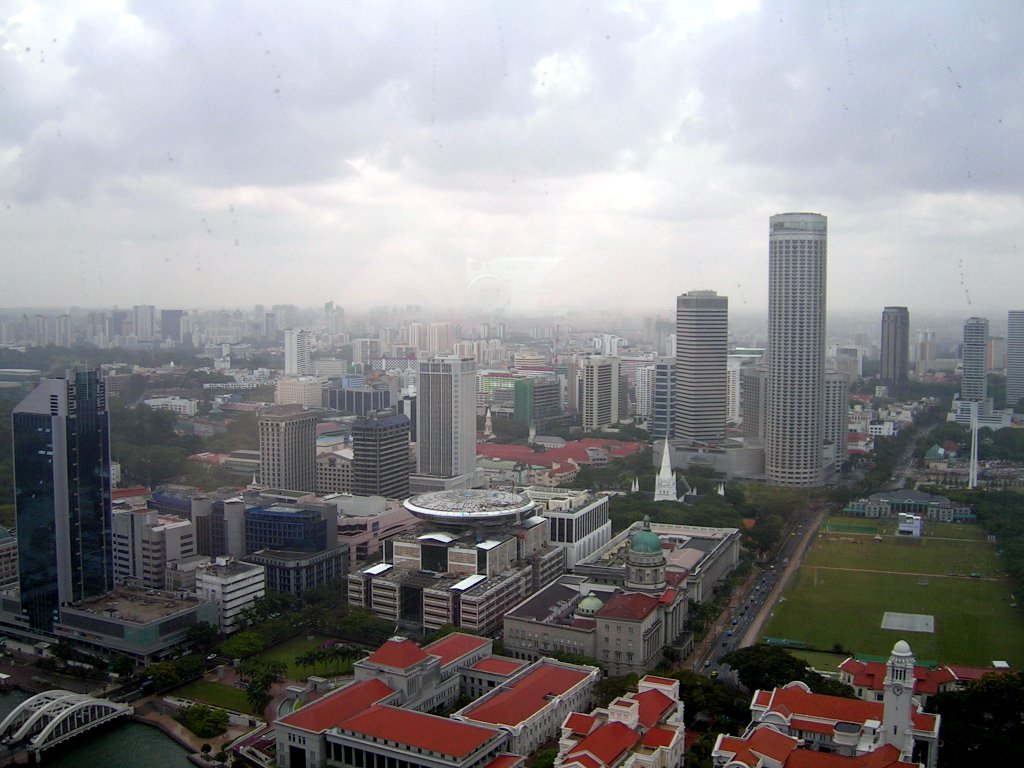
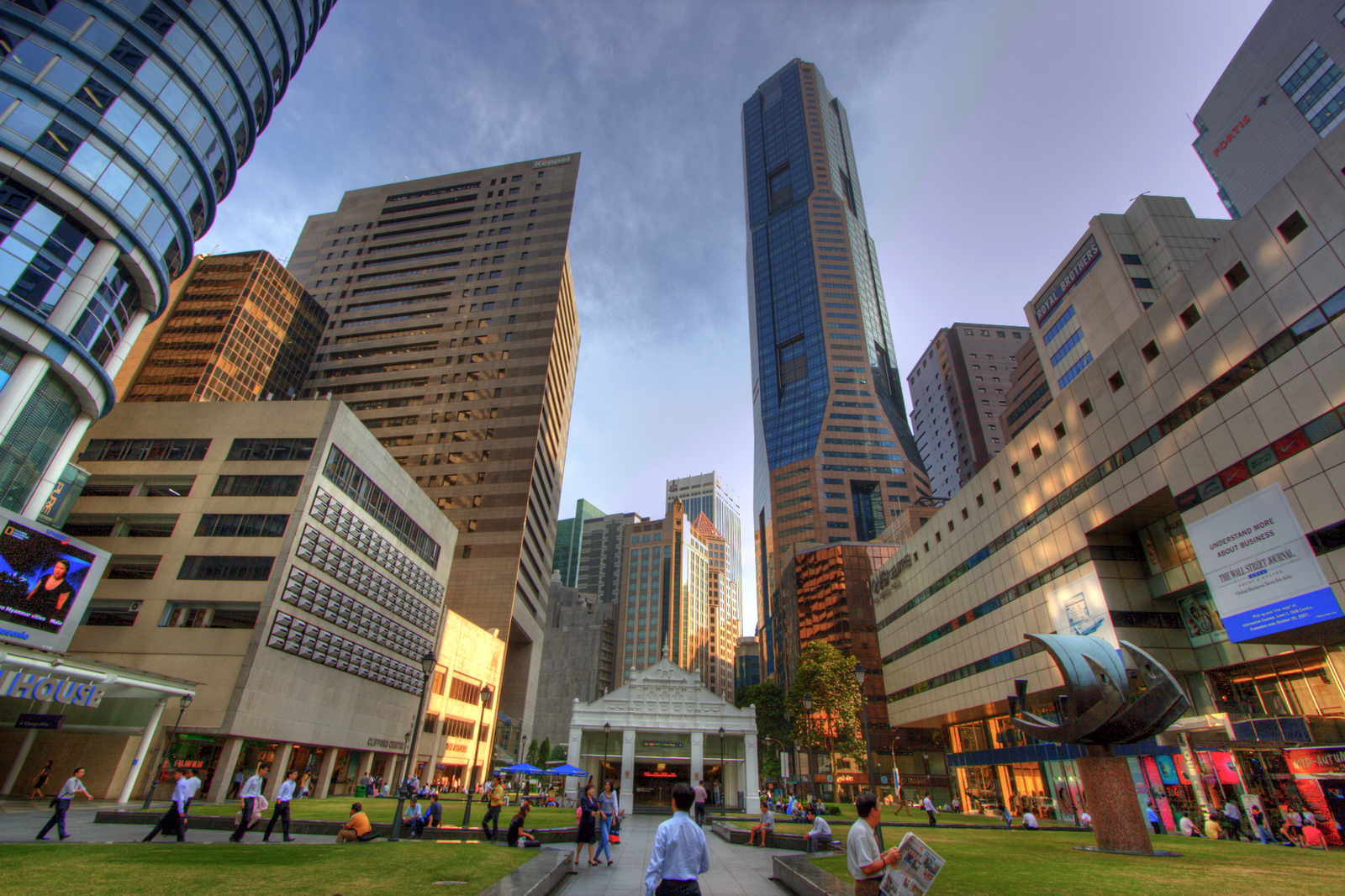